# Christoph Schlattl
Christoph Schlattl (* in Bruck; † 6. Juli 1589) war von 1558 bis 1589 Bischof von Chiemsee.

## Leben
Christoph Schlattls Herkunft und Geburtsjahr sowie sein genauer Geburtsort sind nicht bekannt. 1543 studierte er an der Universität Ingolstadt, wo er den akademischen Grad eines Dr. iur. utr. erwarb. Später ist er als Assessor an der Kathedrale des Salzburger Eigenbistums Gurk sowie als erzbischöflich-salzburgischer Rat belegt.
Nach dem Tod des Chiemseer Bischofs Hieronymus Meitting ernannte der Salzburger Erzbischof Michael von Kuenburg 1558 Christoph Schlattl zu dessen Nachfolger. Während seiner Amtszeit musste er einen Streit um die Jurisdiktion mit dem Archidiakon von Herrenchiemsee austragen. In einem von seinem Vorgänger begonnenen Prozess vor dem Reichskammergericht folgte 1568 das Urteil, mit dem das Bistum Chiemsee als Salzburger Landstand anerkannt wurde. 1569 nahm Schlattl an der Salzburger Provinzialsynode teil. Ein mit dem bayerischen Herzog ausgehandeltes Konkordat ließ er 1583 durch den Salzburger Domdekan sowie den damaligen erzbischöflichen Berater Sebastian Cattaneo mitunterzeichnen. Die durch die Gegenreformation angestrebte Kirchenreform wurde von ihm nur wenig gefördert. Nach seinem Tod wurde er im alten Salzburger Dom beigesetzt. Sein Porträt befindet sich auf einer Schaumünze, die er noch zu Lebzeiten prägen ließ.